# Водопойное (Сакский район)
Водопо́йное (до 1948 года Абузлар; укр. Водопійне, крымскотат. Abuzlar, Абузлар) — посёлок в Сакском районе Крыма (согласно административно-территориальному делению Украины входит в состав Сизовского сельского совета Автономной Республики Крым, согласно административно-территориальному делению РФ — в Сизовском сельском поселении Республики Крым).

## Современное состояние
На 2016 год в Водопойном 4 улицы; на 2009 год, по данным сельсовета, село занимало площадь 76,1 гектара, на которой в 99 дворах числилось 299 жителей. В селе действуют сельский клуб, фельдшерско-акушерский пункт, церковь Дионисия, затворника Печерского, Водопойное связано автобусным сообщением (маршрутка) с Саками.

## География
Водопойное — село на северо-востоке района, в степной части Крыма, высота села над уровнем моря — 74 м. Ближайшие сёла: Сизовка в 6 км на северо-восток, Ильинка — 6 км на север и Зерновое — 4,5 км на юго-восток. Расстояние до райцентра — около 31 километра (по шоссе), там же ближайшая железнодорожная станция. Транспортное сообщение осуществляется по региональной автодороге 35Н-488 от Сак до шоссе 35К-001 Красноперекопск — Симферополь (по украинской классификации С-0-11241).

## История
Первое документальное упоминание села встречается в Камеральном Описании Крыма… 1784 года, судя по которому, в последний период Крымского ханства Хавызлар входил в Каракуртский кадылык Бахчисарайского каймаканства. После присоединения Крыма к России (8) 19 апреля 1783 года, (8) 19 февраля 1784 года, именным указом Екатерины II сенату, на территории бывшего Крымского Ханства была образована Таврическая область и деревня была приписана к Евпаторийскому уезду. После Павловских реформ, с 1796 по 1802 год, входила в Акмечетский уезд Новороссийской губернии. По новому административному делению, после создания 8 (20) октября 1802 года Таврической губернии, Абузлар был включён в состав Урчукской волости Евпаторийского уезда.
По Ведомости о волостях и селениях, в Евпаторийском уезде с показанием числа дворов и душ… от 19 апреля 1806 года в деревне Абузлар числилось 19 дворов и 134 крымских татарина. На военно-топографической карте генерал-майора Мухина 1817 года деревня Абузлар обозначена с 20 дворами. После реформы волостного деления 1829 года Абузлар, согласно «Ведомости о казённых волостях Таврической губернии 1829 года», остался в составе Урчукской волости. На карте 1836 года в деревне 23 двора, как и на карте 1842 года.
В 1860-х годах, после земской реформы Александра II, деревню определили центром Абузларской волости. Согласно «Памятной книжке Таврической губернии за 1867 год», деревня Абузлар была покинута жителями в 1860—1864 годах, в результате эмиграции крымских татар, особенно массовой после Крымской войны 1853—1856 годов, в Турцию и вновь заселена татарами. В «Списке населённых мест Таврической губернии по сведениям 1864 года», составленном по результатам VIII ревизии 1864 года, Абузлар — владельческая татарская деревня, с 32 дворами, 172 жителями, мечетью, волостным правлением и обывательской почтовой станцией. По обследованиям профессора А. Н. Козловского 1867 года, вода в колодцах деревни была пресная, а их глубина достигала 21—26 саженей (44—54 м). На трехверстовой карте Шуберта 1865—1876 года в деревне Абузлар 31 двор, но в «Памятной книге Таврической губернии 1889 года» волостной центр, почему-то, но записан. Согласно «…Памятной книжке Таврической губернии на 1892 год», в деревне Абузлар, входившей в Биюк-Токсабинский участок, числился 251 житель в 17 домохозяйствах.
Земская реформа 1890-х годов в Евпаторийском уезде прошла после 1892 года, в результате Абузлар приписали к Кокейской волости.
По «…Памятной книжке Таврической губернии на 1900 год» в усадьбе Абузлар числилось 256 жителей в 50 дворах. По Статистическому справочнику Таврической губернии. Ч.II-я. Статистический очерк, выпуск пятый Евпаторийский уезд, 1915 год, в экономии Абузлар Кокейской волости Евпаторийского уезда числилось 2 двора (1 двор с землёй, 1 — безземельный) с немецким населением в количестве 11 человек приписных жителей и 19 — «посторонних», из которых 18 мужчин и 12 женщин. В экономии числилось 1596 десятин удобной земли. В хозяйстве имелось 47 лошадей, 120 волов, 20 коров и 779 голов мелкого скота. В 1918 году в селении было 10 жителей.
После установления в Крыму Советской власти, по постановлению Крымревкома от 8 января 1921 года № 206 «Об изменении административных границ» была упразднена волостная система и село вошло в состав Евпаторийского района Евпаторийского уезда, а в 1922 году уезды получили название округов. 11 октября 1923 года, согласно постановлению ВЦИК, в административное деление Крымской АССР были внесены изменения, в результате которых округа были отменены и произошло укрупнение районов — территорию округа включили в Евпаторийский район. Согласно Списку населённых пунктов Крымской АССР по Всесоюзной переписи 17 декабря 1926 года, в совхозе Абузлар (видимо, созданном на базе националазированной экономии), в составе упразднённого к 1940 году Кокейского сельсовета Евпаторийского района, числилось 11 дворов, из них 1 крестьянский, население составляло 31 человек. В национальном отношении учтено: 20 украинцев, 5 русских, 3 немца, 1 татарин, 1 еврей, 1 латыш. Постановлением Президиума КрымЦИКа «Об образовании новой административной территориальной сети Крымской АССР» от 26 января 1935 года был создан Сакский район и населённый пункт включили в его состав. По данным всесоюзная перепись населения 1939 года в селе проживало 23 человека.
После освобождения Крыма от фашистов, 12 августа 1944 года было принято постановление № ГОКО-6372с «О переселении колхозников в районы Крыма», по которому в район из Курской и Тамбовской областей РСФСР в район переселялись 8100 колхозников, а в начале 1950-х годов последовала вторая волна переселенцев из различных областей Украины. С 25 июня 1946 года Абузлар в составе Крымской области РСФСР. Указом Президиума Верховного Совета РСФСР от 18 мая 1948 года, бывший Абузлар (на тот год — населенный пункт отделения совхоза Сая) переименовали в Водопойное. Указом Президиума Верховного Совета УССР «Об укрупнении сельских районов Крымской области», от 30 декабря 1962 года село присоединили к Евпаторийскому району. 26 апреля 1954 года Крымская область была передана из состава РСФСР в состав УССР. Время включения в состав Сизовского сельсовета пока точно не установлено: на 15 июня 1960 года Водопойное уже числилось в его составе. 1 января 1965 года, указом Президиума ВС УССР «О внесении изменений в административное районирование УССР — по Крымской области», Евпаторийский район был упразднён и село включили в состав Сакского (по другим данным — 11 февраля 1963 года). По данным переписи 1989 года в селе проживало 310 человек. С 12 февраля 1991 года село в восстановленной Крымской АССР, 26 февраля 1992 года переименованной в Автономную Республику Крым. С 21 марта 2014 года в составе Крыма аннексировано Россией.

## Население
| 2001 | 2014 |
| ---- | ---- |
| 296  | ↘288 |

Всеукраинская перепись 2001 года показала следующее распределение по носителям языка
| Язык             | Процент |
| ---------------- | ------- |
| русский          | 53.04   |
| крымскотатарский | 37.84   |
| украинский       | 8.45    |
| другие           | 0.68    |

### Динамика численности
| - 1806 год — 134 чел. - 1864 год — 172 чел. - 1892 год — 251 чел. - 1900 год — 256 чел. - 1915 год — 30 чел. - 1918 год — 10 чел. | - 1926 год — 31 чел. - 1939 год — 23 чел. - 1989 год — 310 чел. - 2001 год — 296 чел. - 2009 год — 299 чел. - 2014 год — 288 чел. |